# 源長寺 (中津川市)
源長寺（げんちょうじ）は、岐阜県中津川市茄子川にある曹洞宗の寺院。山号は久翁山。
釈迦牟尼仏を本尊とする。旧本尊である聖観世音菩薩は恵那三十三観音霊場の札所本尊となっている。恵那三十三観音霊場六番、恵那中部新四国八十八ヶ所七番。

## 歴史
寛永2年（1625年）に長国寺の3世住持の鸑州鷹鷟（がくしゅうおうざく）を開山とし、その末寺として開かれた。創建当時の文献は残っておらず、開基や設立の経緯については未詳である。
二世沢舟運格より、九世牧童耕牛に至るまで長らく平僧地であったため、現在の歴世には数えられていない。
元禄時代の寺の什器が残されているほか、かつての梵鐘は元禄15年（1702年）に造られたものであったが太平洋戦争時に金属供出したため失われた。
また建物のなかで最も古いのは本堂で、寛延4年（1751年）に落慶を行っており、棟札・奉加帳などによると破損が進んだので檀家の喜捨を仰ぎ修復再建されたらしい。
庫裏は天明4年(1784年)に再建。山門は弘化元年(1844年)に再建。
本堂は明治43年(1910年）に改築。
昭和25年（1950年）梵鐘が新鋳され、鐘楼は昭和26年（1951年）に新築されている。
位牌堂は昭和52年（1977年）に再建された。
寺宝としては本尊の他に旧本尊の聖観音などが奉安されている。

## 境内
奥山半僧坊大権現、弁財天及び天神が祀られているほか、墓地には痔に霊験のあると伝わる「トモゾウ様」という石碑がある。
樹齢400年前後と思われる老松がある。
茄子川中切にある寺居山五百羅漢は源長寺の境内仏とされている。